# Marc Martínez Aranda
Marc Martínez Aranda (Barcelona, 4 de abril de 1990) es un portero español que juega en el C. D. Lugo de la Primera Federación.

## Carrera deportiva
El comienzo de  carrera deportiva pasó por varios filiales. El primer filial por el que pasó fue el del Real Racing Club de Santander "B" y lo dejó en 2011 para fichar por el Real Club Deportivo Fabril.
En el Fabril estuvo hasta 2013 cuando se marchó cedido al Elche Ilicitano con el que jugó 10 partidos. En su vuelta al filial deportivista decidió quedarse durante una temporada más, abandonándolo en verano de 2014 para recalar en la Unión Deportiva Logroñés, jugando 19 partidos en Segunda División B.
Después, en 2015, ficha por el Club Deportivo Alcoyano siendo uno de lo porteros referentes del grupo tercero de Segunda B y jugando 33 partidos en su primera temporada con el equipo de Alcoy. Allí, jugó una temporada más, disputando 30 partidos con el club alicantino.
En verano de 2017 fichó por el Real Club Recreativo de Huelva haciéndose desde el principio con el puesto de titular en la portería blanquiazul durante dos temporadas, disputando todos los partidos de Liga regular (76) y 4 de play-off de ascenso a Segunda en la 18/19. Marc encajó 23 goles en 38 partidos, lo que equivaldría a 0,60 tantos por encuentro y con esta cifra se convirtió en el portero menos goleado del Grupo IV.
El 8 de julio de 2019, se confirma como guardameta del F. C. Cartagena por una temporada. El 20 de julio de 2020, el F. C. Cartagena lograría el ascenso a la Segunda División de España tras eliminar al Atlético Baleares en la tanda de penaltis en la eliminatoria de campeones parando el último penalti, tras haber sido líderes del Grupo IV tras la finalización de la liga regular por el coronavirus.
El 8 de junio de 2022, renueva su contrato con el Fútbol Club Cartagena de la Segunda División de España por dos temporadas más.
El 28 de enero de 2024, fichó por el Granada C. F., temporada en la cual el equipo estaba en la Primera División de España.

## Clubes
| Club                             | País   | Año       |
| -------------------------------- | ------ | --------- |
| Racing de Santander "B"          | España | 2009-2010 |
| R. C. Deportivo de La Coruña "B" | España | 2011-2014 |
| Elche Ilicitano C. F. (cedido)   | España | 2013-2014 |
| U. D. Logroñés                   | España | 2014-2015 |
| C. D. Alcoyano                   | España | 2015-2017 |
| R. C. Recrativo de Huelva        | España | 2017-2019 |
| F. C. Cartagena                  | España | 2019-2024 |
| Granada C. F.                    | España | 2024-2025 |
| C. D. Lugo                       | España | 2025-     |